# Deutsche Jahresversammlung
Die Deutsche Jahresversammlung (DJV, engl. German Yearly Meeting: GYM) ist eine Organisation der Quäker in Deutschland und Österreich. Unter einer Jahresversammlung versteht man im Quäkertum sowohl ein – meist mehrtägiges – jährliches Treffen als auch einen überregionalen Zusammenschluss mehrerer Quäkerversammlungen. In diesem Artikel geht es um die Organisation, nicht um die Veranstaltung.

## Geschichte

### Vorgeschichte
Das junge Quäkertum begann schon früh Missionare nach Holland, Norddeutschland und den Rhein entlang zu schicken. So kam es zur Gründung erster deutschen Quäkergemeinden im späten 17. Jahrhundert. So auch in Krefeld. Diese konnten sich aber wegen Repressionen und Verfolgung nicht dauerhaft etablieren.
Von 1792 bis ca. 1880 entstanden mit Schwerpunkt Friedensthal und Minden, neue Quäker-Kolonien und -Gemeinden. Auch diese gingen wieder ein, da sie mit verschiedenen Verboten belegt waren (u. a. einem Missionsverbot) und stark isoliert waren.
Die Gründung der Deutschen Jahresversammlung 1925 war somit der dritte Versuch britischer und amerikanischer Quäker, das Quäkertum nach Deutschland zu bringen. Eine erste Vorläuferorganisation waren die Zusammenschlüsse Freunde des Quäkertums (1923) und die Bund der deutschen Freunde (1925). 1929 wurde ein Treuhänder-Verein gegründet, der später durch die Gründung der Religiösen Gesellschaft der Freunde (Quäker) – Deutsche Jahresversammlung e. V. ersetzt wurde. Anfang der 1920er Jahre gab es eine konkurrierende Jahresversammlung, die in Stuttgart im Sommer 1920 gegründet wurde.

### Mitgliederentwicklung
Der größte Teil der Mitglieder der Deutschen Jahresversammlung ist seit den 1930er Jahren dem bürgerlichen liberalen Flügel zuzuordnen. Im Jahr ihrer Gründung (1925) zählte die Deutsche Jahresversammlung 99 Mitglieder, worauf 1928 bereits wieder die ersten Austritte erfolgten. Der Höhepunkt der Mitgliederzahl lag 1933 bei circa 500 Mitgliedern. In den Jahren 1934 und 1939 übertraf die Zahl der Austritte die der Eintritte; 1939 waren es 42 Austritte. Die Jahre mit dem stärksten Zuwachs waren 1932 mit 42 Aufnahmen und 1948 mit 60 Neuaufnahmen. 2015 gab es noch 253 Mitglieder.

### Zeit des Nationalsozialismus

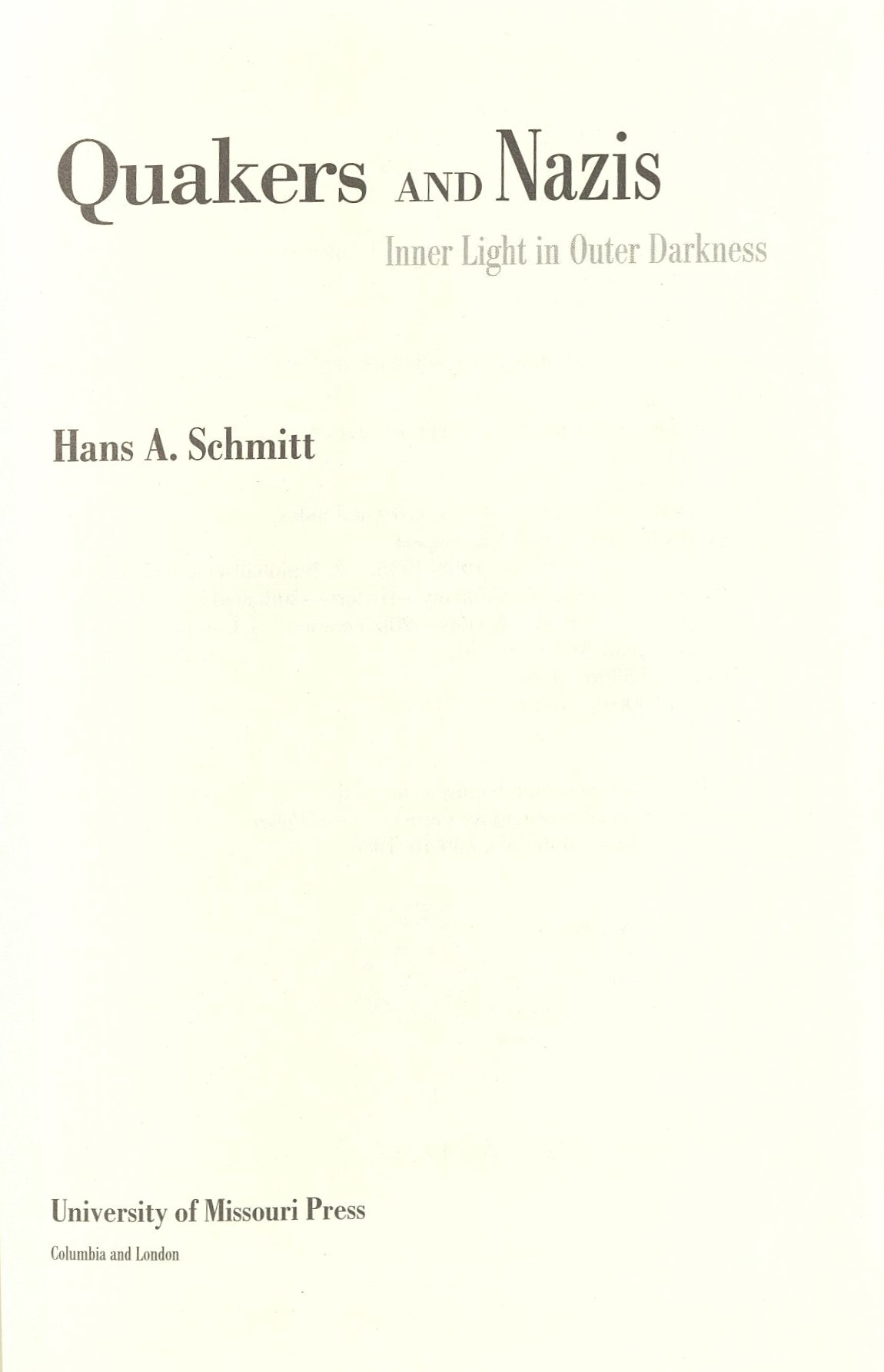
Hans A. Schmitt: Quakers and Nazis (1997)

Nach der Machtergreifung der Nationalsozialisten 1933 geriet das deutsche Quäkertum in eine schwere Krise. Für viele Mitglieder bedeutete die Zeit einen Wendepunkt. Es gab sowohl Befürworter des Nationalsozialismus als auch Gegner. Kriegsdienstverweigerungen deutscher Quäker wurden jedoch nicht bekannt. Es gab vereinzelten privaten Widerstand gegen das NS-System, etwa von Emil Fuchs, Eva Herman oder Elisabeth Abegg.
Für einige Mitglieder war die Zeit persönlich sehr belastend und existenzbedrohend. So verloren etwa 1933 Rudolf Schlosser und Emil Fuchs ihre Anstellungen (allerdings nicht, weil sie Quäker waren). Schlosser wurde nach einem kurzen Gefängnisaufenthalt und einer kurzen Mitarbeit im Quäkerbüro in Berlin ab Sommer 1933 Leiter des Quäkerbüros in Frankfurt am Main. Mit Hilfe von Martin Buber, mit dem ihn eine Freundschaft verband, konnte er jüdischen Mitbürgern bei der Ausreise helfen. 1933 war auch das Jahr, in dem Fuchs der Deutschen Jahresversammlung beitrat, nicht zuletzt auch, um damit ein Zeichen gegen die Nationalsozialisten zu setzen. Trotzdem war Fuchs in den 1930er Jahren in der Berliner Gruppe eine prägende Persönlichkeit, in deren Predigten viele Besucher geistigen Halt fanden.
Der einzige Quäker, der 1938 je persönlich mit Adolf Hitler zusammentraf, war der Amerikaner Herbert C. Hoover, der zu diesem Zeitpunkt nicht mehr der 31. Präsident der Vereinigten Staaten von Amerika war. Bei den Gesprächen ging es aber ausschließlich um wirtschaftliche und nicht humanitäre Fragen. Hoover kam zu einer völligen Fehleinschätzung des NS-Regimes; später warb er sogar für NS-Deutschland als Bündnispartner der USA gegen die kommunistische Gefahr des Ostens.
Privat beteiligten sich Mitglieder der Deutschen Jahresversammlung an unterschiedlichen Projekten der britischen Quäker in Deutschland, so etwa am Rest Home Projekt oder den Kindertransporten. In München war die Familie Cohens unermüdlich damit beschäftigt, Flüchtlinge bei der Ausreise zu helfen und Päckchen (unter zum Teil abenteuerlichen Umständen) in Konzentrationslager zu verschicken. Bei der Beschaffung von Ausreisepapieren waren den Cohens vor allem ihre Kontakte ins Ausland hilfreich und hier namentlich wieder die Britische Jahresversammlung.
Die Deutsche Jahresversammlung unterstützte diese Projekte nicht offiziell, um nicht in Konflikt mit den Nationalsozialisten zu kommen. Der Schreiber (Vorsitzende) der Deutschen Jahresversammlung Hans Albrecht versuchte aus konspirativer Haltung heraus auf die Situation Einfluss zu nehmen. So verhandelte er seit 1934 mit der Gestapo und sprach wegen Anliegen der Kriegsdienstverweigerung zweimal beim Reichswehrministerium in Berlin vor.
Zwischen der Pädagogin Elsbeth Krukenberg-Conze (1867–1954), „die das Quäkertum mit den nationaldeutschen Ideen verbunden wissen wollte“ (Zitat C. Bernet), auf der einen Seite und Fritz Lang, Hans Albrecht und Paul Helbeck auf der anderen Seite gab es erbitterte Kämpfe um die Ausrichtung der DJV. Auch wenn die nationalkonservative Haltung Krukenberg-Conzes sie zusehends innerhalb des Quäkertums isolierte, stand sie mit ihrer Gesinnung bei weitem nicht allein in der DJV. So ist z. B. bekannt, dass Adolf Beiss (1900–1981), Oberfeldwebel der Luftwaffe im Zweiten Weltkrieg, Mitglied der NSDAP, aktiv im Nationalsozialistischen Lehrerbund und Autor in Volk und Rasse, Mitglied der DJV war. Mit Eberhard Tacke (1903–1989) gab es auch einen Kunstmaler, der NSDAP-Parteigrößen (u. a. Adolf Hitler) und Heroenbilder malte. Das Gründungsmitglied der DJV Hans Klassen wurde 1941 Sachbearbeiter in der Abteilung Deutsche Volkstums- und Siedlungspolitik und organisierte dort die „Germanisierung“ des Ostens (u. a. tätig im Ghetto Litzmannstadt oder auch Ghetto Lodsch). In der Zeitschrift der DJV, Quäker, waren in dieser Zeit auch Beiträge zu finden, in denen z. B. offen Partei für die Nationalsozialistische Rassenhygiene ergriffen wurde. Die Historikerin Cordula Tollmien weist darauf hin, dass „die Rundbriefe der Quäker, die man im Evangelischen Zentralarchiv in Berlin nachlesen kann, [...] allein im September und Dezember 1944 über dreißig Namen von Quäkern und deren Angehörigen auf[listen], die als Soldaten in der Wehrmacht dienten.“
Seit 1938 (Anschluss Österreichs an das Deutsche Reich) gehören die heute acht österreichischen Quäker der Deutschen Jahresversammlung an. Schon früh, vor dem Anschluss Österreichs, sorgten die österreichischen Quäker für Entsetzen bei den ausländischen Quäkern. Da der Schreiber der Wiener Quäker-Gruppe Rudi Böck ambitionierter Nationalsozialist war, wurden Juden nicht einmal mehr zur Quäker-Andacht zugelassen, sondern nur noch „Arier“. Dies führte dazu, dass ausländische Quäker eine zweite, liberale Quäker-Andacht einrichteten. Um die Aufarbeitung dieses dunklen Kapitels machte sich Sheila Spielhofer mit dem Buch Stemming the dark tide. Quakers in Vienna verdient.
1940 fand die vorläufig letzte deutschsprachige Jahresversammlung in Pyrmont statt und 1942 wurde die deutsche Monatszeitschrift Quäker verboten. Ein Verbot der Deutschen Jahresversammlung war aber zu keinem Zeitpunkt vorgesehen, da die Deutsche Jahresversammlung – wie viele andere Kirchen auch – das NS-System nicht in Frage stellte, sondern politische Fragen als Privatansicht betrachtete.

### Zeit nach 1945
Nach 1945 profitierte das deutsche Quäkertum zunächst wieder von der Präsenz angloamerikanischer Quäker. Der Flügel der religiösen Sozialisten um Emil Fuchs spielte seit Ende des Zweiten Weltkrieges nur noch eine geringe Rolle. 1947 fand die erste Jahresversammlung der deutschen Quäker nach dem Krieg im Quäkerhaus statt. 1959 wurden die ersten Ostermärsche von den Quäkern Helga Tempel und Konrad Tempel mitinitiiert. 1963 wurde die (deutsche) Quäker-Hilfe e. V. gegründet. 1969 erfolgte die Spaltung in zwei deutsche Jahresversammlungen, und zwar in BRD und Österreich sowie in DDR.

### Quäker in der Deutschen Demokratischen Republik
Die selbständige Jahresversammlung in der Deutschen Demokratischen Republik ist eine in der Geschichte einzigartige Episode. Es war die einzige Jahresversammlung in einem sozialistischen oder kommunistischen Land. Alle Jahresversammlungen, die heute in einem ehemaligen Ostblock-Staat vorhanden sind, sind nach dem Ende des Kalten Krieges entstanden, so etwa das Cambodia YM (Yearly Meeting, zu Deutsch: „Jahresversammlung“) und Cuba YM. Selbst Monatsversammlungen wie das Budapest Recognized Meeting und das Moscow MM (engl. Monthly Meeting) entstanden erst nach der Öffnung. Geschichtlich betrachtet ist die Gründung der Jahresversammlung der DDR sogar die dritte Gründung einer Jahresversammlung auf deutschem Boden.
Die DDR-Jahresversammlung wurde von Helmut Macht mitbegründet, der auch ihr erster Schreiber wurde. Die westdeutschen Quäker nannten sich fortan „Religiöse Gesellschaft der Freunde (Quäker) Pyrmonter Jahresversammlung“, während die ostdeutschen Quäker die Bezeichnung „Religiöse Gesellschaft der Freunde (Quäker) in der Deutschen Demokratischen Republik“ wählten, um damit ihre deutliche Nähe zum Staat zum Ausdruck zu bringen. Die nach Helmut Macht folgenden Schreiber waren dann Helga Brückner, Ines Ebert (bis 1984), Heinrich Brückner und Ulrich Tschirner (bis 1989).
In der DDR traten die Quäker kaum in Erscheinung. Regelmäßige Andachten gab es nur zweimal monatlich in Berlin. Die Andacht wurde als „individuelle Meditation“ verstanden und nur von 10 % der Berliner Mitglieder (zwei bis drei Personen) besucht.
Neben Berlin gab es noch Gruppen in Dresden, Karl-Marx-Stadt (Chemnitz) und Leipzig, die alle nach 1989 wegen Überalterung und Ablehnung von Mission eingingen. Eine Jahresversammlung fand meist im Frühjahr statt, im Herbst gab es nochmals eine kürzere sog. Herbstversammlung.
Einzelne Persönlichkeiten engagierten sich in der DDR, so vor allem Hilmar Demuth (Kader des FDGB, SED und FDJ), Helga Brückner im Friedensrat und Emil Fuchs in der Ost-CDU. Mit dem Staatssekretariat für Kirchenfragen beim Ministerrat der DDR kooperierten die Quäker eng, um Reiseanträge in das „nichtsozialistische Ausland“ genehmigen zu lassen. Intern kam es zu Auseinandersetzungen, da immer die gleichen Personen reisten.
In den Räumlichkeiten gab es von der Stasi installierte Abhöranlagen. Andachten wurden regelmäßig, Veranstaltungen sporadisch von offiziellen und inoffiziellen Mitarbeitern der Staatssicherheit überwacht. Mindestens zwei Quäker waren in unterschiedlichem Maße für die Staatssicherheit tätig und berichteten vor allem in den späten 1970er und frühen 1980er Jahren über die Quäker-Treffen der Ostseeanlieger und die Berliner Treffen für Kernwaffenfreie Zonen.
Wegen ihrer Berichte kam es jedoch zu keiner Benachteiligung von Quäkern in der DDR, weil ihre Existenz als harmlos eingeschätzt wurde. Erst die Flucht aus der DDR  zweier Kinder von DDR-Quäkern führte zu einer verschärften Überwachung der Quäker. Dabei kam es auch zu überzogenen Einschätzungen, was die folgende Lagebeurteilung eines internen Berichts der Staatssicherheit aus dem Jahre 1972 belegt:

„Es liegen Hinweise vor, daß die Quäker im Sinne der imperialistischen Aufweichungskonzeption gegen die sozialistischen Staaten feindlich-negativ tätig werden. Sie werden von führenden imperialistischen Kreisen antikommunistisch und antisowjetisch orientiert und zum Teil in dieser Richtung aktiv. Inoffiziell ist bekannt, daß der USA-Geheimdienst (CIA) Verbindung zu den Quäkern unterhält und die Tätigkeit der Quäker für seine Zwecke auszunutzen versucht.“

1988/89 beteiligten sich die ostdeutschen Quäker nicht aktiv an der Beseitigung des DDR-Regimes. 1988 half jedoch QPS (Quaker Peace and Service) Vera Wollenberger und Bärbel Bohley bei ihrer Ausreise nach Großbritannien. 1991 kam es dann durch die Quäkerfunktionäre Helga Brückner, Inge Thomas und Ernst Dahme zum Beitritt (nicht zur Vereinigung) der ostdeutschen Quäker zur DJV, unmittelbar darauf erfolgte die Vereinsgründung.

### Nachwendezeit
Im April 1991 wurde der Verein Religiöse Gesellschaft der Freunde – Deutsche Jahresversammlung e. V. gegründet, der den Treuhänder-Verein ersetzte. Von den über 200 Mitgliedern, die nicht zu den 27 Gründungsmitgliedern gehörten, dürfte den wenigsten klar gewesen sein, dass sie von diesen 27 Anwesenden in ihrer Abwesenheit zu Mitgliedern des neu gegründeten Vereines erklärt wurden. Die Zeitschrift der Deutschen Jahresversammlung enthielt keine Bekanntmachung zur Vereinsgründung und deren formaler Bedeutung. Auch wurde niemand der Nichtanwesenden aufgefordert, noch einmal formal seinen Beitritt zum Verein schriftlich zu erklären.
Im selben Jahr wurde der Quäker Jürgen Girgensohn, ehemaliger Kultusminister des Landes Nordrhein-Westfalen und seit 1959 Mitglied der Deutschen Jahresversammlung, von Götz Aly enttarnt und bestätigte in einem Fernsehinterview, dass er SS-Rottenführer war. 2007 wurde das Quäkerbüro von der Religiösen Gesellschaft der Freunde (Quäker) – Deutsche Jahresversammlung e. V. gekauft und für rund 350.000 Euro saniert. Im gleichen Jahr trat Anna Sabine Halle, Verfasserin mehrerer Quäkerschriften, aus der DJV aus. Ein Wiedereintrittsantrag wurde 2009 abgelehnt. Ebenfalls 2009 wurde das Quäkerbüro in Wien von den österreichischen Quäkern aufgegeben.

## Theologische Ausrichtung

### In der Vergangenheit
Einige externe Autoren, z. B. Walter Nigg, sehen den Liberalen Flügel der Quäker als Teil des „mystischen Stroms des Christentums“. Diese Auffassung wird von sehr vielen deutschen Quäkern, die sich als Teil des „linken Flügels des Protestantismus“ sehen oder ihre Strömung als „christliche Gruppenmystik“ betrachten, geteilt. Von den frühen Missionsjahren (17. Jh.) ist bekannt, dass das Londoner Morning Meeting (oder auch meeting for suffering), also die von G. Fox gegründete Jahresversammlung, die Lektüre von Mystikern (namentlich Böhme) nicht billigte. Andererseits wird die Mystik von Robert Barclay (dessen Schriften vom Londoner Morning Meeting propagiert und verbreitet wurden) positiv bewertet und sogar zur zusätzlichen Legitimation für die Form des Gottesdienstes der Quäker herangezogen. Somit ergibt sich kein allgemeingültiges abschließendes Urteil zu der Frage.
Innerhalb der Quäker-Terminologie spielt der Begriff „linker Flügel des Protestantismus“ aber keine Rolle. Wenn man die Deutsche Jahresversammlung einer der drei Hauptströmungen (evangelikal, konservativ, liberal) zuordnen wollte, wäre liberal am zutreffendsten. Das Spektrum reicht von konservativ-christozentrisch – gerade unter den älteren Mitgliedern – bis esoterisch atheistisch bzw. nontheistisch. Bei alledem darf man aber nicht außer Acht lassen, dass mit Heinz Röhr 2005 der letzte Theologe unter den deutschsprachigen Quäkern starb. Das Laientum war im Quäkertum tragendes Element, aber immer gekoppelt mit einem starken Geschichtsbewusstsein bzw. einer Erinnerungskultur, ähnlich dem im Mennonitentum. Schon zu Beginn legten die Quäker in England großen Wert auf schriftliche Fixierung ihrer Geschichte. Das Tagebuch von George Fox (The Journal) wurde in diesem Bewusstsein verfasst. Bis heute gibt es in Großbritannien umfangreiche und wohlgepflegte Archive. Schon 1773 wurde die erste Quäker-Bibliothek gegründet. Das Archiv der Deutschen Jahresversammlung ist hingegen nicht sortiert, nicht aufgearbeitet und nicht öffentlich zugänglich.
Einige Theologen traten nach ihrer Konversion zum Quäkertum aus ihren Ursprungskirchen aus – wie etwa Rudolf Schlosser. Die meisten behielten jedoch ihre alte Mitgliedschaft (Doppelmitgliedschaft) – wie z. B. Emil Fuchs oder Hermann Mulert, die beide in der evangelischen Landeskirche weiter Mitglied waren: „Schlosser hatte ein persönliches inneres Christusverständnis, das nicht den historischen Christus, sondern die innere Auferstehung betonte. Nach seiner Ansicht würden äußere Formen, wie das gesamte Christentum und auch das Quäkertum, vergehen. Eigentlich stand er dem Neupietismus nahe“. Für Fuchs war hingegen Christus und das innere Licht identisch. In der Zeitschrift Der Quäker trugen die beiden Theologen eine Kontroverse über den Opfertod Christi aus. Fuchs war in der Deutschen Jahresversammlung eine zentrale Figur, der bedeutendste Theologe innerhalb der DJV. Als Vertreter des Religiösen Sozialismus sah er die Quäker als eine Variante des Sozialismus. Bernet führt dazu aus:

„Mit dieser Einschätzung lag Fuchs falsch. Die Tätigkeit des bereits erwähnten Hans Albrecht führte immer deutlicher zu einer Stärkung des bürgerlichen Lagers, so dass eine Generation später weder Lebensreform noch Sozialismus unter Quäkern ernsthaft diskutiert wurde.“

Mit dem schon erwähnten Mulert verband Fuchs das gemeinsame Interesse an Schleiermacher. Anders als für Fuchs behielt für ihn auch später noch die Glaubenslehre von Schleiermacher als theologische Dogmatik ihre Berechtigung. Ein weiterer Pfarrer, Theologe und Vertreter des Religiösen Sozialismus war Heinz Kappes. Er übersetzte Das Blaue Buch der Anonymen Alkoholiker vom Englischen ins Deutsche und war somit wichtiger Wegbereiter dieser Abstinenzbewegung in Deutschland.
Nach 1945 bekam das deutsche Quäkertum wieder Impulse von außen, namentlich durch Rex Ambler (Truth of the Heart, An anthology of George Fox). Wichtige Theologinnen dieser Generation waren Eva Pintus und Margarete Geyer, die sich intensiv darum bemühte, die Quäker in Deutschland wieder an die Bibel heranzuführen. Ihre Texte und Theologie unterscheiden sich kaum von der liberalen evangelischen Theologie. 1941, noch wenige Monate vor dem Verbot der Quäkerzeitschrift, gab sie in einem Artikel ein klares Zeugnis gegen die NS-Euthanasie ab, in Form einer Erläuterung zu einer Predigt von Clemens August Graf von Galen.
Ab 1948 trat die Theologin Ruth Elsner von Gronow mit ihrem ersten Artikel im Quäker in Erscheinung. Sie trat 1952 der Gemeinschaft bei. Ihr Wirken galt vor allem der Exegese des Neuen Testaments. Heinz Röhr, Mitglied seit 1979, brachte vor allem religionsgeschichtliche Fragen in die Diskussion. Zunächst war er Anhänger der Marburger Schule. 1972 wurde er Professor für Religions- und Kirchengeschichte im neu gegründeten Fachbereich Religionswissenschaften an der Universität Frankfurt am Main. Er beschäftigte sich mit dem mystischen Aspekt des Religiösen Sozialismus und östlichen Weltreligionen. Der Baha'i-Religion stand er aufgeschlossen gegenüber und verteidigte sie auch gegen unsachliche Angriffe seiner Kollegen. Zum Islam hatte er eine sehr kritische Einstellung. Vor allem die islamische Stellung zur Frau, zur Sklaverei und zur Blutrache thematisierte er und erinnerte daran, dass das genau die Bereiche seien, in den Quäker seit Jahrhunderten um Reformen bemüht seien. Ab Anfang der 1980er Jahre trat Röhr innerhalb der Gemeinschaft auch als Vermittler zwischen Befürwortern und Gegnern neuer religiöser Bewegungen und der damit verbundenen Meditationstechniken auf: „Röhr glaubte an den Fortschritt der Menschen vom Primitivismus über die Aufklärung hin zur kommunistischen Überwindung der sozialen Frage und vertrat eine moderne Religionsauffassung zwischen mystisch-esoterischem Christentum und meditativem Kadampa-Buddhismus“. Mit dem Tod von Röhr 2005 endet eine 80-jährige theologisch-akademische Tradition in der Deutschen Jahresversammlung.

### Ökumene und Doppelmitgliedschaft
Weil die Quäker der Deutschen Jahresversammlung als Gesamtheit nicht dem Ökumenischen Konsens des Ökumenischen Rates der Kirchen, der das Bekenntnis zu Jesus Christus als Gott und Heiland enthält, zustimmen können, sind die deutschen Quäker nicht Mitglied des Ökumenischen Rates der Kirchen. In Deutschland haben sie in den Arbeitsgemeinschaften Christlicher Kirchen (ACK) einen Gast- oder Beobachterstatus.
Die Charta Oecumenica hat die Deutsche Jahresversammlung nicht mit unterzeichnet, genauso wie der Verband deutscher Mennonitengemeinden, nur aus unterschiedlichen Gründen. In erster Linie waren es formale Probleme, die die Art der Beschlussfassung der Quäker betraf.
Viele Mitglieder der Deutschen Jahresversammlung sind oder waren auch Mitglied in einer weiteren Religionsgemeinschaft. Grund hierfür kann zum Beispiel sein, dass es nicht genügend Quäker in der Umgebung gibt, um regelmäßig Andachten abhalten zu können, oder dass der Arbeitgeber eine bestimmte konfessionelle Zugehörigkeit verlangt (Pfarrer, Katecheten, Religionslehrer, Caritas oder auch Diakonie). Gerade in den ersten Jahrzehnten war zudem noch nicht klar, ob sich das Quäkertum in Deutschland wirklich etablieren würde, sodass man sich sozusagen „mehrere Eisen im Feuer behalten“ wollte. Zu den anderen Konfessionen gehörten u. a.: Evangelische Landeskirche (zum größten Teil), Katholische Kirche, Reformierte Kirche, Apostolische Gemeinde.
In der Ordnung des Zusammenlebens der Deutschen Jahresversammlung wurde diesem Umstand im Abschnitt Die Mitgliedschaft Rechnung getragen:

„Wer als Mitglied der Religiösen Gesellschaft seine Mitgliedschaft im Ausnahmefall in einer anderen Religionsgemeinschaft beibehalten möchte (Doppelmitgliedschaft), sollte in dem Aufnahmeantrag die Gründe hierfür darlegen, auch um dabei zu eigener Klärung zu kommen. Ein solcher Entschluss muss in innerer Verantwortung gefasst und darf keinesfalls aus Bequemlichkeit oder Gewohnheit getroffen werden. Dazu gehört aus Gründen der Wahrhaftigkeit, dass dieser Schritt auch der anderen Religionsgemeinschaft bekannt ist und von ihr akzeptiert wird.“

Dies ist ein spezifisch deutscher Weg und ein wichtiger Unterschied zum Quäkertum in den USA und Großbritannien. Die sogenannten Doppelmitgliedschaften sind aber nicht als Geste der ökumenischen Bemühungen oder Toleranz zu verstehen, sondern als Konzession an die gesellschaftlichen Rahmenbedingungen des Quäkertums in Deutschland. Die Doppelmitgliedschaften waren lange umstritten. Letztlich hat man sich aber der Realität gebeugt: bereits 1966 hatten rund 50 % der Mitglieder der Deutschen Jahresversammlung eine Doppelmitgliedschaft. Heute findet die oben zitierte Regel zur Doppelmitgliedschaft faktisch keine Anwendung mehr. In den Mitgliedsanträgen wird keine Rechenschaft mehr erwartet. Auch in den deutschen Quäkerpublikationen ist das Thema nicht mehr Gegenstand der Auseinandersetzung.
Als für eine Doppelmitgliedschaft problematisch gewertet werden kann das Festhalten der Evangelischen Kirche in Deutschland an der Confessio Augustana (dem „Augsburgischen Bekenntnis“). Wie auf der Website der Kirche betont, gehört „dieses Bekenntnis aus dem Jahre 1530 […] zu den maßgeblichen theologischen Bekenntnisschriften der Reformation.“ Gleich mehrfach finden sich in diesem Bekenntnis Verdammungsformeln, die sich auf die Quäker beziehen lassen. Zwar hatte bei der Abfassung dieser Verdammungsformeln niemand die Quäker im Sinne, eher andere Gruppierungen wie etwa die Täufer oder die als abfällig als „Schwärmer“ bezeichneten Spiritualisten; schließlich entstand das Quäkertum erst über ein Jahrhundert später. Dennoch kann es zu theologischen Verwerfungen kommen, da „verdammt“ wird, wer bestimmte Lehren vertritt, die auch für die Quäker zentral sind.
Die Quäker glauben, dass in jedem Menschen etwas von Gott sei (genannt Inneres Licht) und jeder Mensch zum Predigen befähigt sein kann (allgemeines Priesteramt). Auf bestimmte liturgische Handlungen eingegrenzte Sakramente gibt es ursprünglich nicht. Die Bibel wird anerkannt, spielt aber eine nachrangige Rolle. Das Augsburgische Bekenntnis betont demgegenüber die Notwendigkeit der Sakramente (namentlich Taufe und vor allem Abendmahl) und des Evangeliums und verdammt alle, die diese Elemente nicht für notwendig halten.

„Um diesen Glauben zu erlangen, hat Gott das Predigtamt eingesetzt, das Evangelium und die Sakramente gegeben, durch die er als durch Mittel den Heiligen Geist gibt[…]. Und es werden die verdammt, die lehren, daß wir den Heiligen Geist ohne das leibhafte Wort des Evangeliums durch eigene Vorbereitung, Gedanken und Werke erlangen.“

Quäker setzen sich aktiv für eine Wandlung der Welt zum Besseren ein, auch da, wo Ungehorsam gegenüber dem Staat erforderlich ist. Namentlich den Wehrdienst und das Leisten von Eiden lehnen sie ab. Das Augsburgische Bekenntnis lehrt demgegenüber im Sinne von Luthers Zwei-Reiche-Lehre die grundsätzliche Rechtmäßigkeit staatlicher Handlungen, auch da, wo sie mit bestimmten ethischen Grundsätzen, die sich aus dem Christentum ableiten lassen (oder wie das Verbot der Eidesleistung direkt biblisch verankert sind), in Konflikt geraten. Auch hier wird verdammt, wer, wie heute die Quäker, Gegenteiliges lehrt:

„Von der Polizei (Staatsordnung) und dem weltlichen Regiment wird gelehrt, dass alle Obrigkeit in der Welt und geordnetes Regiment und Gesetze gute Ordnung sind, die von Gott geschaffen und eingesetzt sind, und dass Christen ohne Sünde […] Übeltäter mit dem Schwert bestrafen, rechtmäßig Kriege führen, in ihnen mitstreiten, […], auferlegte Eide leisten, […] können usw. Hiermit werden diejenigen verdammt, die lehren, dass das oben Angezeigte unchristlich sei.“

Um diese Differenzen etwas zu relativieren, ist zu sagen, dass die zitierten Stellen nicht die gesamte Kernaussage der Confessio Augustana enthalten; angesprochen werden in diesem Bekenntnistext auch andere Positionen, die eher auf Zustimmung vonseiten der Quäker stoßen können, wie etwa der Verzicht auf Mystifizierung der Eucharistie im Sinne eines erneuten Opfers Christi und die Ablehnung von Pflichtzölibat und bindenden Ordensgelübden. Letztlich hergeleitet wird all dies aber von der im Luthertum erneuerten Gnadenlehre: Allein durch die Gnade Gottes (sola gratia), nicht durch eigenes Tun, wird der (immer sündige) Mensch erlöst. Diese Lehre ist zwar weniger offensiv formuliert als die Verdammungsformeln, unterscheidet sich aber dennoch grundsätzlich von der Position des Quäkertums.
Ferner ist das Augsburgische Bekenntnis weder für alle evangelischen Landeskirchen bindend, noch ist sie das einzige gültige Bekenntnis. Die Gehorsamspflicht gegenüber dem Staat ist etwa in der Barmer Theologischen Erklärung unter dem Eindruck des nationalsozialistischen Regimes stark abgeschwächt.
Bei einer konsequenten Anwendung aller Artikel der Confessio Augustana einschließlich der Verdammungsformeln ist eine Doppelmitgliedschaft aber in der Tat großen Widersprüchen ausgesetzt.

### Heutige Situation
Theologisch sind die meisten deutschen Quäker liberal ausgerichtet. Vereinzelt gibt es aber auch, gerade unter älteren Mitgliedern, christologisch ausgerichtete Quäker. Evangelikale Quäker, die im Weltquäkertum inzwischen die Mehrheit ausmachen, gibt es in Deutschland nicht, weder als (eigenständige) Versammlungen noch (einzelne) theologische Vertreter. Einige Mitglieder ordnen sich der esoterischen Bewegung zu und treffen sich seit 1995 im Arbeitskreis Esoterik. Einige Mitglieder sind gar „nicht-theistisch“. Bis zum Ende des Zweiten Weltkrieges war Emil Fuchs ein Vertreter des religiösen Sozialismus innerhalb der DJV. Nach wie vor gehören viele deutsche Quäker zusätzlich noch einer anderen Glaubensgemeinschaft an, beispielsweise einer evangelischen Landeskirche oder der römisch-katholischen Kirche.

## Struktur
Die Deutsche Jahresversammlung hat die Rechtsform eines eingetragenen gemeinnützigen Vereins. Der Vorstand besteht seit der Mitgliederversammlung vom 25. Oktober 2015 aus Sabine Alvermann (Schreiberin), Neithard Petry (Schreiber), Katharina Specht (Schatzmeisterin) und Richard Bourke.

### Gemeindeleben
Das Zentrum der Quäker in Deutschland und Österreich liegt in Bad Pyrmont, wo sich auch das einzige Andachtshaus und der Quäkerfriedhof befinden. Eine weitere traditionsreiche Einrichtung ist das Quäkerbüro in Berlin mit der Geschäftsstelle der Deutschen Jahresversammlung, das seit 1920 (mit Unterbrechung während des Zweiten Weltkriegs) besteht. Die meisten anderen Andachtsgruppen im deutschsprachigen Raum treffen sich aufgrund der geringen Zahl der Teilnehmer entweder privat, in angemieteten Räumlichkeiten oder in Kirchgemeinden. Es gibt in Deutschland 18 Gruppen (das bei deutschen Quäkern übliche Wort für Gemeinde).

### Verwaltungsstrukturen
Das Leben der Gemeinschaft wird durch eine Vielzahl von Ämtern, Arbeitsgruppen und Ausschüssen organisiert. Die Ämter werden nicht durch Wahl vergeben, sondern gemäß Vorschlag eines Benennungsausschusses von der jeweiligen Versammlung besetzt. Die sogenannten Arbeitsgruppen werden zu speziellen Themen vom Arbeitsausschuss eingerichtet. Der Benennungsausschuss erteilt auch den Vorschlag für die Besetzung der Ausschüsse und lässt diesen von der Jahresversammlung bestätigen. Zu den ständigen Ausschüssen gehören etwa:
- Arbeitsausschuss: zuständig für die Verwaltung; Beschlussorgan zwischen den Jahresversammlungen, bestehend aus dem Vorstand und den Schreibern der Bezirke und anderer Ausschüsse.
- Friedensausschuss: koordiniert das Engagement der deutschen Quäker für friedliche Konfliktlösung.
- Benennungsausschuss: legt fest, wer bei Quäkern Ämter haben darf.
- Hausausschuss: betreut das Quäkerhaus in Bad Pyrmont.
- Büroausschuss: zuständig für die Immobilie in Berlin.
- Literaturausschuss: für die publizistischen Tätigkeiten.
- Kinder- und Jugendausschuss

### Bezirke
In der Deutschen Jahresversammlung sind sieben Bezirke organisiert. Das sind:
1. Bezirk Bayern-Österreich (zwei Versammlungen)
2. Bezirk Hessen (zwei Versammlungen)
3. Bezirk Nordwest (acht Versammlungen)
4. Bezirk Ost (eine Versammlung)
5. Bezirk Rhein-Ruhr (fünf Versammlungen)
6. Bezirk Südwest (vier Versammlungen)

Österreich hatte bis zum Anschluss durch die Nazis eine eigene Jahresversammlung, wurde aber nach dem Zweiten Weltkrieg nicht wieder selbständig. Seit 2012 ist der Bezirk Österreich aufgelöst worden und die verbleibenden Mitglieder dem Bezirk Bayern zugeordnet worden, der nun „Bayern-Österreich“ heißt.
Viele Aufgaben übernehmen die Bezirke und die Ausschüsse der Jahresversammlung. Die Aufnahme neuer Mitglieder erfolgt durch den Bezirk und wird von der Jahresversammlung formal bestätigt. In diesen Bezirksversammlungen treffen sich die örtlichen Gruppen und einzeln lebende Quäker. Die Gruppen sind die kleinste organisatorische Einheit in der Struktur. Im Gegensatz zu Andachtskreisen verfügen sie über regelmäßige Geschäftsversammlungen, Ämter, wie Schreiber, Älteste, Schatzmeister und ggf. Ordner. Nicht alle diese Ämter werden von jeder Gruppe tatsächlich auch berufen. Auch in den Bezirken sind diese Ämter vertreten. Die Monatsversammlungen gehören zu der Deutschen Jahresversammlung als Verein. Die organisatorische Selbständigkeit ist in Deutschland und Österreich nicht so stark ausgeprägt wie bei Quakern in anderen Ländern. Normalerweise ist die Struktur im Quäkertum aber ausgesprochen kongregationalistisch ausgeprägt.
Seit geraumer Zeit hat die Deutsche Jahresversammlung Probleme, alle Ämter zu besetzen. Aus der Not heraus werden jetzt die Ämter z. T. doppelt besetzt, um die Last der Arbeit und Verantwortung auf mehrere Schultern zu verteilen. Diese Tandems werden Schreiber-Team genannt. Solche Schreiber-Teams finden sich zurzeit etwa in den Bezirken Ost, Rhein-Ruhr, Bayern und Nordwest.
Für viele Mitglieder sind die jährliche Versammlung und die Bezirksversammlungen zentrale Ereignisse ihrer Glaubenspraxis. Die jährliche Versammlung findet meist in Bad Pyrmont statt mit der Richard-Cary-Vorlesung als Höhepunkt.

### Finanzen
Alle einzeln lebenden Mitglieder, Monats- und Bezirksversammlungen sind Mitglieder bzw. Teil des Vereins „Religiöse Gesellschaft der Freunde (Quäker) – Deutsche Jahresversammlung e. V.“. Die Autonomie der Monatsversammlungen ist deshalb schwächer ausgeprägt als bei Quäkern in anderen Ländern oder bei vergleichbaren Glaubensgemeinschaften in Deutschland wie etwa den Mennoniten.
Weder in der Vereinssatzung noch in der Ordnung des Zusammenlebens ist der Umgang mit dem Geld festgelegt. Laut Selbstauskunft erhalten die Monatsversammlungen „15 bis 20 % der Beitragseinnahmen zu ihrer freien Verwendung und können weitere Gelder bei der Jahresversammlung beantragen“. Und „Die Bezirke erhalten 5 % des Beitragsaufkommens zur freien Verwendung.“ Damit verbleiben ca. 75–80 % bei der Deutschen Jahresversammlung. Über die Verteilung der Gelder zwischen Jahresversammlung, Bezirken und Gruppen/Versammlungen entscheidet allein die Jahresversammlung.
Die Jungfreunde, die sich auf Ebene der Jahresversammlung (also überregional) organisieren, verfügen über kein eigenes selbst verwaltetes Jahres-Budget, sondern müssen beim Arbeitsausschuss jede Ausgabe extra beantragen. Mit durchschnittlich 244 Euro pro Jahr machen die Jungfreunde gerade einmal 0,2 % der Gesamtausgaben der Jahresversammlung aus.
Der mit Abstand größte Posten sind die Personalkosten der Jahresversammlung, die mit durchschnittlich 35.600 Euro 27,7 % der Gesamtausgaben ausmachen. Bemerkenswert ist, dass es unter Quäkern lange Zeit verpönt war, Geld dafür zu nehmen, Aufgaben innerhalb der Gemeinschaft zu übernehmen. Deshalb wurden lange Zeit nur Nichtquäker gegen Entlohnung mit Aufgaben betraut, wie z. B. die Besetzung des Sekretariats des Berliner Quäkerbüros. Es ist aber zu beobachten, das in letzter Zeit auch Mitglieder für ihre Tätigkeiten in der Gemeinschaft bezahlt werden, so etwa in der Redaktion des „Quäkers“.
Mit einem Vermögen von 700.000 Euro und zwei Immobilien bei 269 Mitgliedern ist die DJV eine der wohlhabendsten Glaubensgemeinschaften Deutschlands. Das Vermögen wird jedoch verzinst, was unter Quäkern umstritten ist. Die Zinseinnahmen betrugen 2006 etwa 33.000 Euro.
Da die DJV strukturell überaltert ist, profitiert sie häufig von Erbschaften. In den 80er und 90er Jahren bekam die Jahresversammlung Vermächtnisse von rund einer halben Million Euro. 750.000 Euro erbrachte der Verkauf einer geerbten Immobilie im Jahre 2002. Um Mitglieder zu motivieren, ihr Vermögen den Quäkern zu vererben, wurde eine Broschüre herausgegeben. Und in der Publikation „Quäker Glaube & Wirken“ von 2002 heißt es: „Beim Verfassen eines Testamentes wird Freunden dringend empfohlen in Erwägung zu ziehen, ob sie Geld für Quäkerarbeit hinterlassen möchten. Einkommen aus Vermächtnissen ist auch weiterhin sehr wichtig.“
Dieser signifikante Vermögensanstieg führte zu Überlegungen, wie mit den anvertrauten Geldern umgegangen werden sollte. Diese Überlegungen wurden in einem Arbeitspapier Umgang mit unserem Geld zusammengefasst und in den Gruppen und Bezirken erörtert. 2004 beschloss die Mitgliederversammlung, das Vermögen abzubauen. Durch Investitionen in das Berliner Quäkerbüro, Unterstützung internationaler Quäker-Organisationen (QCEA und QUNO) sowie von Projekten in Palestina und Kenia wurde das Vermögen um 624.000 Euro abgebaut. Durch ein Vermächtnis im Jahr 2005 kam noch einmal eine erhebliche Summe (240.000 Euro) dazu. Zum Teil sind die Summen mit Auflagen verbunden, etwa für den Friedhof oder zum Erhalt des historischen Quäkerhauses.
Im Sommer 2010 verschickten die beiden Schreiber der Deutschen Jahresversammlung eine Aufforderung an die Mitglieder, mehr zu spenden, um die beiden Teilzeitkräfte (welche das sind, wurde nicht genannt) und das Ausgabeniveau weiter halten zu können.
Diese finanziell komfortable Situation ist für das Quäkertum in Deutschland nicht immer selbstverständlich gewesen. So hat sich der Gründer der Quäkerkolonie Friedensthal, Ludwig Seebohm, bei seinen ambitionierten Projekten immer wieder hoch verschuldet. Nur das mehrmalige Eingreifen der britischen Quäker hatte ihn vor den Ruin gerettet.

### Verlag
Seit Beginn und ununterbrochen hat die DJV einen eigenen Verlag. Aufgabe und Zielsetzung ist sowohl nach außen als auch nach innen gerichtet, da der Natur nach durch den hohen Anteil der Konvertiten ein Bedarf besteht, nach innen zu informieren. Aber auch nach außen, da die Glaubensgemeinschaft zum einen auf Konversion angewiesen ist, um langfristig zu überleben, und zum anderen aus dem Verständnis des s.g. Quäkerzeugnis, was ein „Wirken in der Welt“ zum zentralen Thema erhebt.
Die Qualität der herausgegebenen Werke schwankte sowohl beim Inhalt als auch in der technischen Umsetzung. Derzeit sind viele Titel im Buchhandel nicht gelistet, aber über den Verlag lieferbar, was den Schluss zulässt, dass ein professionelles Verlagswesen derzeit nicht möglich oder nicht gewollt ist.

### Über den Buchhandel verfügbar
- Irvin Lichti: Houses on the Sand?: Pacifist Denominations in Nazi Germany (Studies in Modern European History). ISBN 978-0-8204-6731-3.
- Claus Bernet: Quäker aus Politik, Wissenschaft und Kunst. 20. Jahrhundert. Ein biographisches Lexikon. Verlag Traugott Bautz, Nordhausen 2007, ISBN 978-3-88309-398-7. Zweite, erweiterte Auflage 2008, ISBN 978-3-88309-469-4.
- Claus Bernet: Zwanzig Jahre Quäkerforschung in Deutschland: Ein Forschungs- und Literaturbericht (1990–2010). In: Freikirchenforschung. 19, 2010, S. 266–310.
- Claus Bernet: Paedagogica Quakeriana reformata? Der Beitrag der deutschen Quäker innerhalb der Reformpädagogik des 20. Jahrhunderts. In: Michael Wermke (Hrsg.): Religionspädagogik und Reformpädagogik. Jena 2010, ISBN 978-3-941854-00-0, S. 195–221.
- Verlagswesen der DJV: Claus Bernet: Deutsche Quäkerbibliographie. Zweite, erweiterte Auflage mit Autoren- und Sachregister, Verlag Traugott Bautz, Nordhausen 2011, ISBN 3-88309-648-2.
- Hans A. Schmitt: Quakers and Nazis. Inner Light in Outer Darkness. University of Missouri Press, Columbia / London 1997, ISBN 0-8262-1134-8.

### Antiquarisch
- Katharina Provinski, Ilse Wandrowsky: Die religiöse Gesellschaft der Freunde (Quäker). Quäkerhaus, Bad Pyrmont 2002, ISBN 3-929696-29-0.
- William Taber: Vier Türen zur Andacht, unserem Gottesdienst. Quäkerhaus, Bad Pyrmont 1992, ISBN 0-87574-306-4.
- Duncan Wood: Die Leute, die man Quäker nennt. Quäkerhaus, Bad Pyrmont 1990.
- Quäker, Glaube & Wirken. Deutsche Übersetzung des Handbuchs zur christlichen Lebensführung. Bad Pyrmont 2002, ISBN 3-929696-29-0.
- Ratschläge und Fragen. Leitfaden für die Lebensführung. Bad Pyrmont, Nachdruck 1995.
- Religion ohne Dogma. Darstellung des Glaubens der Quäker. Bad Pyrmont, Nachdruck 1995, ISBN 3-929696-13-4.
- Harold Loukes: Die Quäker. Stuttgart 1965.
- Heinrich Otto: Werden und Wesen des Quäkertums und seine Entwicklung in Deutschland. Wien 1972.